# Ластер, Джорджия
Джорджия Энн Ластер (англ. Georgia Ann Laster; 18 ноября 1927, Литл-Рок, штат Арканзас — 4 сентября 1961, Лодай, штат Калифорния) — американская певица (сопрано).
Окончила Музыкальную академию Запада (1952). В 1953 г. стала одним из лауреатов Наумбурговского конкурса молодых исполнителей. В 1955—1956 гг. гастролировала в Европе. Одобрительную критику получили концерты Ластер 1956 года, в которых звучала музыка другого афроамериканского музыканта — Уильяма Гранта Стилла.
Погибла в автокатастрофе вместе со своей матерью. В честь Ластер названо Лос-Анджелесское отделение Национальной ассоциации негритянских музыкантов (англ. National Association of Negro Musicians).